# Лівонська римована хроніка
Ліво́нська римо́вана хро́ніка (нім. Livländische Reimchronik) — середньовічна німецька хроніка, присвячена історії Католицької церкви та хрестового походу в Лівонії (сучасні Латвія й Естонія) у 1143—1290 роках. Написана наприкінці ХІІІ століття верхньонімецькою мовою, що була характерною для хрестоносців Лівонії і Прусії, але не характерною для подібних документів — вони традиційно писалися латиною.
Документ має форму західноєвропейської римованої хроніки і містить 12017 віршів. Хоча оригінал втрачено, хроніка дійшла до нас у двох рукописних копіях: Ризький список (середина XIV ст.) і Гайдельберзький список (XV ст.). Текстуальні відмінності списків мають орфографічний характер. У Ризькому списку відсутні вірші 2561—3840, а Гайдельберзький список містить повний текст твору.

## Відомості про автора
Автор невідомий. Спочатку ним вважали якогось Дітлеба фон Альнпеке (нім. Ditleb von Alnpeke), чиїм ім'ям підписано Ризький список рукопису, але палеографічні дослідження документу показали, що цей запис є пізнішою припискою. Враховуючи особливості написання хроніки, її змісту та тексту, можна припустити, що її творець був членом Лівонського ордену, куди прибув у 1278 або 1279 році і був очевидцем подій 1280-х рр. Автор явно сам був учасником воєнних компаній і непогано розбирався у військовій справі, завдяки чому залишені ним описи битв, виглядають більш правдоподібними, ніж аналогічні описи, створені сучасними йому літописцями, які переважно були суто духовними особами.

## Використані джерела
При створенні хроніки її автор записав не лише особисті враження та оповіді учасників та очевидців подій, а також використав актові та епістолярні документи з лівонського архіву Ордену. Крім іншого, хроніст, мабуть, був добре знайомий з піснями, легендами, а також переказами про видатних лицарів та знамениті битви. Радянський історик Володимир Пашуто вважав, що автор також користуватися літописом Дерптських єпископів, який не зберігся.
Деякі дослідники (наприклад, Р.Б. Гагуа) переконані, що автор користувався Хронікою Генріха Латвійського, а інші (А. Ігнатьєв) вважають, що значна різниця в описі деяких подій вказує, що автор не читав рукописи Генріха Латвійського.

## Хроніка, як історичне джерело
Автор часто жертвував логічною послідовністю в оповіданні та точністю передачі подій заради збереження рими. У зв'язку з цим багато речень досить туманні і їхній зміст може трактуватися неоднозначно. Втім, чимало подій, про які розповідає хроніка, відсутні в інших джерелах, що робить її цінною для дослідників історії.
За достовірністю історичних відомостей працю можна розділити на три частини:
1. Початок (роки 1143—1242) переповнений грубими помилками і тому малодостовірний.
2. В середині (роки 1242—1280) документальні дані з архівів Ордену змішані з усними переказами, але події битви на Чудському озері, ймовірно, описані більш-менш достовірно.
3. Кінцева частина (роки 1280—1290) найбільш достовірна, оскільки написана про сучасні події під безпосередніми враженнями автора, в яких він безпосередньо брав участь, або чув про них від очевидців. Кінцева частина не завершена.

Рукопис містить опис прапору латгалів, що ліг в основу національного прапору Латвії.
Лівонська римована хроніка, поряд з хронікою Генріха Латвійського і Хронікою землі Прусської Петера з Дусбурга входить до трьох головних хронік, завдяки яким нині відомо не тільки загальний хід, а й унікальні подробиці завоювання Прибалтики німецькими хрестоносцями. Лише у Лівонській римованій хроніці містяться багатьох подробиць найважливіших битв у Прибалтиці, зокрема, битви на Чудському озері, битви при Дурбе, Раковорської битви, битв при Карусі та при Ашерадені, не мали б абсолютно унікальних відомостей про Міндовга, Тройдена та інших литовських володарів.